# CoronIT
CoronIT is een softwaretoepassing die sinds medio 2020 door GGD GHOR wordt gebruikt in de bestrijding van de coronapandemie in Nederland.

## COVID-19 Testafspraken
Het systeem draagt zorg voor alle administratieve handelingen rondom het afnemen van een coronatest. Burgers kunnen zelf een afspraak maken via een speciale website en deze afspraak komt automatisch in CoronIT te staan. Medewerkers in de GGD-teststraat gebruiken CoronIT om elke reageerbuis gevuld met een testmonster te koppelen aan de juiste burger. De uiteindelijke testuitslag wordt door het testlab ingevoerd in CoronIT en vervolgens wordt de uitslag inzichtelijk voor de burger, de GGD en het RIVM. Bij een positieve testuitslag voert de GGD een bron- en contactonderzoek uit, waarbij CoronIT als hoofdzakelijke bron voor (contact)gegevens dient.

## COVID-19 Vaccinaties
Tijdens het COVID-19-vaccinatieprogramma speelt het softwareprogramma ook een prominente rol. Net als bij een testafspraak, kan de burger direct een afspraak inplannen via het landelijk call centre (LCC) waarbij de afspraak geregistreerd wordt in CoronIT. Op de vaccinatielocatie registreren medewerkers van de GGD het vaccin van de toegediende vaccinatie en bijbehorende gezondheidsverklaring in CoronIT. Deze data zijn vervolgens inzichtelijk voor de burger via het burgerportaal (coronatest.nl), en kan worden gebruikt om een coronatoegangsbewijs aan te maken. Doordat de benodigde gegevens uit de database van CoronIT worden opgevraagd om te bepalen of er een geldig coronatoegangsbewijs kan worden gegenereerd, is het zaak dat alle details nauwkeurig worden ingevoerd door de GGD-medewerker tijdens de vaccinatie.

## Datalek
In januari 2021 kwam het systeem in opspraak nadat RTL Nieuws berichtte dat er persoonsgegevens van tienduizenden Nederlanders zijn gelekt uit de database van CoronIT en HPZone. Dit was mogelijk doordat veelal thuiswerkende GGD-medewerkers volledige toegang hadden tot de gehele, landelijke database met persoonsgegevens en doordat men in grote hoeveelheden gegevens kon exporteren. Dit leidde tot publieke verontwaardiging. De Autoriteit Persoonsgegevens onderzocht de kwestie en constateerde dat koepelorganisatie GGD GHOR alerter had moeten optreden. In december 2021 is er vanuit stichting ICAM een plan om een miljardenclaim in te dienen, waarin alle potentiële slachtoffers van het datalek €500,- krijgen toegewezen. De uitkomst van deze claim is onbekend.

## Trivia
- Het ontwikkelen en inzetten van CoronIT kostte het Ministerie van Volksgezondheid, Welzijn en Sport ongeveer 19,1 miljoen euro.[7]
- Door gebruik te maken van één centraal systeem waarin alle gegevens worden geregistreerd, zijn er al snel gedetailleerde gegevens en statistieken beschikbaar zonder al te veel ontbrekende testuitslagen en vaccinaties.[8]